# مونتيروسو آلماري
مونتيروسو الماري  (بالإنجليزية: Monterosso al Mare)‏ هي بلدة في مقاطعة لاسبيتسيا في إيطاليا. وتعتبر جزء من مقاطعة ليغوريا (شمال إيطاليا). بالإضافة إلى أنها واحدة من القرى الخمس في سينك تير. يبلغ عدد سكانها 1522 نسمة وذلك حسب إحصائيات سنة 30 سبتمبر 2009. يبلغ ارتفاع المدينة عن سطح البحر قرابة 12 متر. تبلغ مساحتها 11.25 كم².

## السكان
في سنة 1861 بلغ عدد السكان 1٬613 نسمة، وتطور العدد ليصل في سنة 2011 لـ 1٬481 نسمة.
يظهر هذا المخطط البياني تطور النمو السكاني لـ مونتيروسو آلماري

## نظرة عامة
تنقسم بلدة مونتيروسو آل ماري إلى قسمين منفصلين: البلدة القديمة والبلدة الجديدة. يقسم المنطقتين نفق يلبي حاجات المشاة والسيارات القليلة جداً في البلدة.
يمتد شاطئ مونتيروسو على طول خط الساحل. يستغله السياح والسكان المحليين جيدا. بالإضافة أنه الشاطئ الرملي الواسع الوحيد في سينك تير. بالرغم من أن
مونتيروسو بلدة صغيرة إلا أنها تفيض وتكتظ بالسياح في أشهر الصيف.
استبعدت البلدة من سينك تير لفترة وجيزة في عام 1948 ولكنها ضمت مرة أخرى في منتصف 1949 ميلادي .حدث ذلك بسبب ان المسؤولين الإيطاليين
اعتبروها كبيرة جداً على أن تعتبر جزء من الدرب التاريخي.

## المحاصيل
تشتهر المنطقة بأشجار الليمون الكثيرة التي تمتد في كافة أنحاء مونتيروسو. وتعرف مونتيروسو أيضاً بمحاصيل العنب والزيتون.

## التاريخ
في عام 1870 أنشئت الحكومة الإيطالية خط للسكة الحديدية يؤدي إلى وسط المدينة. مما جعلها تنفتح على العالم الخارجي. فأصبح خط السكة الحديدية هو الطريق الرئيسي لدخول الناس للمدينة.
خلال الحرب العالمية الثانية, حارب العديد من الرجال من سنيك تير نظام موسليني الفاشي, وناضلوا ضد الاحتلال الألماني النازي لإيطاليا.

## المعالم السياحية الرئيسية
- القلعة ,المحطمة جزئيا, وقد بناها الجنويين (سكان جنوة).
- كنيسة رعية القديس يوحنا المعمد(1282-1307)
- دير مونتيروسو آل ماري. يمكنك رؤية الدير من جميع انحاء سينك تير وهو يعتبر جاذب رئيسي للسياح, وذلك بفضل الكنوز التاريخية والفنية التي تتواجد به.
- الشاطئ.
- عملاق مونتيروسو.

## حياة القرية
عبر التاريخ, كانت القرى المطلة على البحر الأبيض محصنة بالجدران لحمايتها من الهجمات من جهة البحر. خاصة أن هذه المنطقة من المحيط كانت غالبا ما تتعرض لهجوم من القراصنة البحريين.

## إمكانية الوصول
في الأصل, كان البحر و طريق البغال الذي يربط بين سينك تير وروما هما الطريقان الوحيدان للدخول للمدينة. بقيت طرق البغال هذه تستخدم على مدى قرون اما الآن فتوفر هذه الطرقات للمتجولين منظر حميمي ورائع بمجاراة بحر سينك تير. حددت المنطقة مؤخراً كجزء من نظام المتنزه الوطني وعينت أيضاً كمنطقة محمية. ولكن نظراً لتأثير الاستخدام المحدود لموارد التنمية ,وبما أن مسارات المشي استحوذ عليها نظام المتنزه الوطني فقررت سينك تير فرض رسوم للعبور من خلال جميع أجزاء الممشى.
أما في وقتنا الحاضر, فأفضل طريق للوصول إلى مونتيروسو هو أن تتخذ القطارات المحلية من لا سبتيسيا أو جنوة أو يمكنك الوصول اليها عن طريق القطارات التي بين المدن كروما أو ميلان أو توسكانا أو تورينو. هذه البلدة مرتبطة بطريق E80 السريع وهو ضيق جداً وحاد ومتعرج. لكن استخدام القطارات للوصول لمونتيروسو حتماً هو الخيار الأفضل. بالإضافة إلى أن خطوط السكك الحديدية تتصل بجميع قرى سينك تير الأخرى. بينما شبكة الطرقات السريعة غير عملية بتاتاً.